# 康斯坦丁 (黑森-羅滕堡)
康斯坦丁（德語：Konstantin von Hessen-Rotenburg，1716年5月24日—1778年12月30日），黑森-羅滕堡伯爵，1749年至1778年在位。

## 家庭
1745年，康斯坦丁與瑪麗亞·埃娃·索菲亞結婚，兩人共有4子3女：
1. 卡爾·埃曼努爾（1746年—1812年）
2. 克萊門蒂娜（德语：Clementina von Hessen-Rotenburg）（1747年—1813年）
3. 黑德維希（英语：Landgravine Hedwig of Hesse-Rotenburg）（1748年—1801年）
4. 克里斯蒂安（德语：Christian von Hessen-Rotenburg）（1750年—1782年）
5. 恩斯特（德语：Ernst von Hessen-Rotenburg）（1750年—1784年）
6. 卡爾·康斯坦丁（德语：Karl Konstantin von Hessen-Rheinfels-Rotenburg）（1752年—1821年）
7. 威廉明娜（德语：Wilhelmina von Hessen-Rotenburg）（1755年—1816年）